# 52261 Izumishikibu
52261 Izumishikibu este o planetă minoră (asteroid), cu un diametru de 4,782 km, din centura de asteroizi. A fost descoperită pe 14 noiembrie 1982 la Kiso Observatory⁠(d) de Hiroki Kosai⁠(d) și a fost numită după Izumi Shikibu. 
Obiectul prezintă o orbită caracterizată de o semiaxă mare de 2,9662895446413 UAi, o excentricitate de 0,15, o înclinație de 14 ° în raport cu ecliptica.